# コパ・パラグアイ
コパ・パラグアイは（スペイン語: Copa Paraguay）は、パラグアイ国内で行われるサッカーのカップ戦である。

## 概要
2018年の第一回では予選ステージと全国ステージの2つのステージに分けられた。
ただし、2019年からは、競争が48チームから64チームに拡大され、下位層のチームからのより多くの参加が可能になり、予選ステージが破棄された。
優勝チームはコパ・スダメリカーナ出場権を獲得する。優勝チームがすでに南米大会への出場権を得ていた場合は準優勝、3位チームと出場権が移る。それ以下となるとリーグで大会出場権を獲得出来なかった最上位のチームに譲渡される。

## 歴代優勝クラブ
| 年   | 優勝       | スコア      | 準優勝             | 3位                  | 4位                        |
| ---- | ---------- | ----------- | ------------------ | -------------------- | -------------------------- |
| 2018 | グアラニー | 2–2 (5–3 p) | オリンピア         | セロ・ポルテーニョ   | レシスタンシア             |
| 2019 | リベルタ   | 3–0         | グアラニー         | デポルティボカピアタ | ソル・デ・アメリカ         |
| 2020 | 中止       | 中止        | 中止               | 中止                 | 中止                       |
| 2021 | オリンピア | 2–2 (3–1 p) | ソル・デ・アメリカ | リベルタ             | アトレティコ・テンベタリー |

## クラブ別優勝回数
| クラブ             | 優勝 | 準優勝 |
| ------------------ | ---- | ------ |
| グアラニー         | 1    | 1      |
| オリンピア         | 1    | 1      |
| リベルタ           | 1    | 0      |
| ソル・デ・アメリカ | 0    | 1      |

## 外部サイト
- 公式サイト